# Арнишицы
Арнишицы — деревня в Смоленской области России, в Угранском районе. Расположена в восточной части области в 25 км к юго-западу от Угры, в 3,5 км к северу от границы с Калужской областью на автодороге Знаменка — Спас-Деменск, на реке Сенновка.
Население — 169 жителей (2007 год). Административный центр Арнишицкого сельского поселения.

## История
До середины XIX века принадлежало помещице Е. Г. Болговской. в начале XX века — волостной центр, завод по производству мельничных жерновов, деревянная мельница, около 10-ти лавок.

## Экономика
Средняя школа, библиотека, дом культуры, медпункт, почта, магазин, предприятие по первичной обработке древесины.

## Достопримечательности
Родник, липовая аллея XIX века.